# 江亜 (客船)
江亜（こうあ、中: 江亚轮、英: SS Kiangya）は、中華民国の旅客蒸気船である。1948年12月3日に、黄浦江が長江に注ぐ河口の外で爆沈し多数の死傷者を出した。これは20世紀の中国最大の海難事故となっている。

## 概要
「江亜」は元々、日本の播磨造船所において建造された貨客船で、竣工時は「興亜丸」という船名だった。
1938年、日本の揚子江航路を運営していた日清汽船は、上海漢口線の増強のため、3,300総トン級の浅喫水型貨客船8隻の導入を決定し、播磨造船所と浦賀船渠に2隻ずつ、川崎造船所、東京石川島造船所、鶴見製鉄造船、大阪鉄工所因島工場に1隻ずつ発注した。こうして誕生したのが興東丸型貨客船で、「興亜丸」はその2番船にあたる。
しかし、「興亜丸」の建造中に東亜海運が設立。これにより日清汽船が全所有船と全航路を東亜海運に現物出資したことに伴い、「興亜丸」は東亜海運所有となった。
第二次世界大戦の終戦を無事に迎えた「興亜丸」は姉妹船4隻と共に中華民国海軍が接収し、大戦中に喪失した商船の補償分として中国の国営海運会社・招商局に譲渡。「江亜」と改名されて上海・寧波間の海路（滬甬航線）に投入されていた。
沈没の直前、上海航政局は江亜の検査を行って多数の不合格点を発見して要改修としていたが、招商局はこれに同意せず、結局最後の航海となった12月3日の運航の後に改修することになっていた。

## 沈没

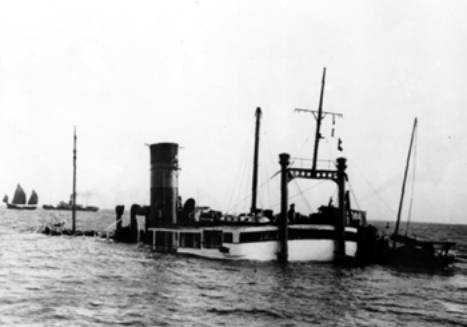
江亜の残骸

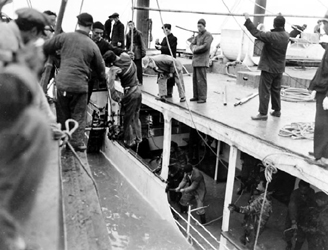
江亜から救出される乗客

1948年12月4日、上海から寧波に向けて出港した江亜は、上海の北50マイルにある黄浦江河口外で沈没した。原因は機雷（大日本帝国海軍が置き去りにしたとされる）に接触し船尾が破壊されたためと考えられる。沈没時、江亜は排水量2100トンであり、冬至の祭祀のために寧波に帰る在上海寧波人が多数乗っていたほか、国共内戦中の中国共産党軍の前進から逃れる難民でいっぱいであった。正確な犠牲者数は不明であるが、乗客名簿には乗客は2150人であったと記録されている。しかし、ほぼ確実に多くの密航者が乗っていたと考えられる。なお、江亜の公式の定員は1186人であった。救助隊は数時間にわたって事故のことを知らなかった。この事故で2750人～3920人が死亡し、700人～1000人の生存者は別の船舶に救出されたと考えられる。

## その後

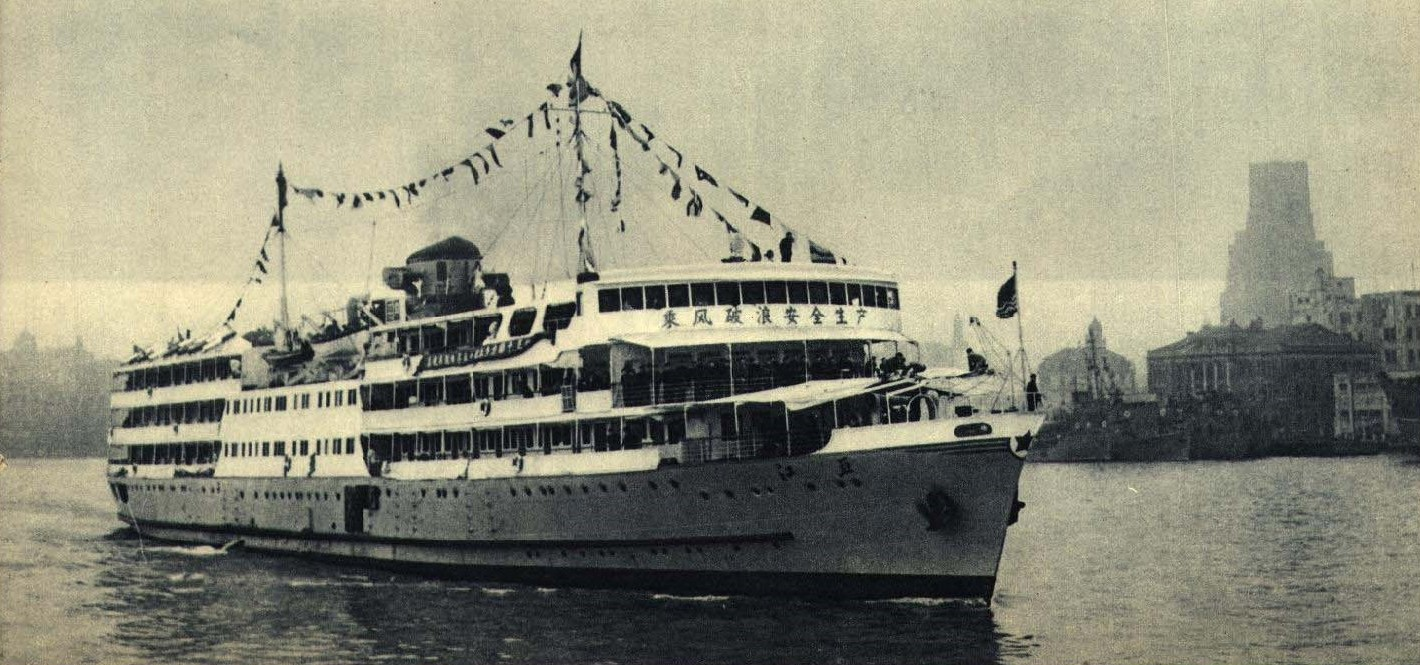
引き揚げの後再度航海に供せられた江亜
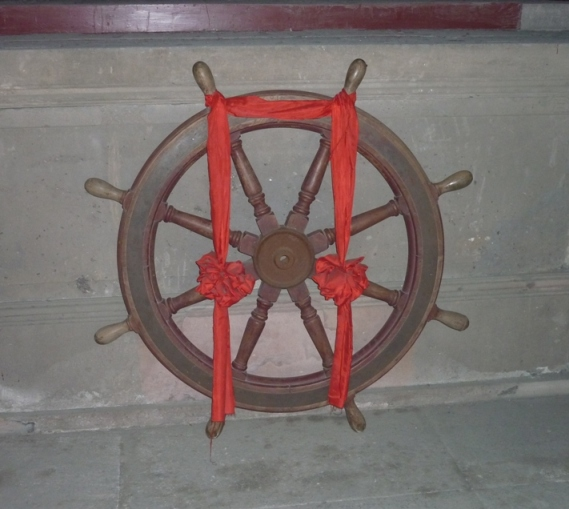
江亜の舵輪

江亜は1956年に航路浚渫の際に引き揚げられ、翌年慰霊祭が行われた。1959年に中華人民共和国の中国長江航運集団の手により再び貨客船として運航することになった。1966年には「東方紅8号」と改名し、1983年に退役して長年武漢市の岸壁に係留されていた。1992年に船籍抹消となり、2000年6月に解体のため売却。同年7月8日、温州市で船舶解体中に機関室から出火し、火災により焼失した。その後解体が再開され、翌2001年2月に解体完了となった。現在、舵輪だけが寧波の博物館に展示されている。